# 달콤, 살벌한 연인
"달콤, 살벌한 연인"은 2006년에 개봉한 손재곤 감독의 로맨스 코미디, 범죄 영화이다. 박용우, 최강희, 조은지, 정경호가 출연했다.

## 캐스팅
- 박용우 : 황대우 역
- 최강희 : 이미나 역
- 조은지 : 백장미 역
- 정경호 : 계동 역
- 이희도 : 민 변호사 역
- 선우선 : 정화 역
- 조영규 : 성식 역
- 김기천 : 용달 기사 역
- 한상철 : 흥신소 직원 역
- 곽인준 : 정신과 의사 역
- 조석현 : 동네 건달 1 역
- 홍재성  : 매장 직원 역
- 오유진 : 여직원 역
- 전세현 : 여직원 친구 역
- 배일집 : 경비원 역 (특별출연)

## 수상
- 2006년 제5회 대한민국 영화대상
  - 각본각색상 - 손재곤
- 2006년 제7회 부산영화평론가협회상
  - 각본상 - 손재곤
- 2006년 제9회 디렉터스 컷 시상식
  - 올해의 신인감독상 - 손재곤